# Carroll Mason Sparrow
Carroll Mason Sparrow, född den 10 januari 1880 i Baltimore, död den 30 augusti 1941 i Charlottesville, var en amerikansk fysiker.
Han var son till matematikern Leonard Kip Sparrow (1841-1918). Från 1901 till 1907 arbetade han för U.S. Coast and Geodetic Survey, varefter han avlade doktorsexamen i fysik 1911 med avhandlingen On the effect of the groove form on the distribution of light by a grating vid Johns Hopkins University och samma år flyttade han till University of Virginia, där han var professor från 1920 till sin död 1941.
Sparrow är som fysiker mest känd för sina arbeten inom spektroskopi och har gett namn åt sparrowkriteriet. Utanför spektroskopin har han bland annat skrivit inom så skilda fält som meteorer och religionsfilosofi. Han har även översatt Augustinus De libero arbitrio voluntatis ("Om den fria viljan") till engelska och essäsamlingen Voyages and cargoes gavs ut postumt 1947.